# 中电通信科技
中电通信科技有限责任公司（CECT）是中国众多移动电话制造品牌之一。CECT提供在中国制造的未授权的苹果公司iPhone和不同种类的诺基亚手机的复制品或仿制品，以原始价格的一小部分出售。至少一家代理商已遭受苹果公司的法律诉求。

## iPhone复制品
CECT的iPhone“复制品”已被描述为一种由越来越多的联发科技支持的iPhone复制品。复制品和苹果公司之间的两个区别是“复制品”通常有更小分辨率的电阻式触摸屏（而非电容式）和双SIM卡插槽。但更新的模型以电容式触摸屏为特色。

### CECT
CECT是最大的以中国为基地的移动电话制造商之一。虽然下面列出的大多数手机的来源尚不清楚，但被认为是CECT所生产。CECT的一种原始电话为CECT T689。

### HiPhone
Hiphone T32是Hiphone系列唯一的提供Wi-Fi的机型。在很多机型中，唯一的区别是固件版本。不是所有的HiPhone都是由制造商所标识的；一些只由软件版本w006或w009标识。
请注意“Sciphone”一词常用于引用电话复制品时，因为Sciphone是i68、i9和最近出的i9+++的制造商。
- Hiphone P168
- Hiphone P168+
- Hiphone P168++
- Hiphone P168C
- Hiphone P168S
- Hiphone 4 （iPhone 4的复制品）

#### 其他
- Hiphone S688
- Hiphone T32
- Hiphone C-002 （又叫Sciphone i32）
- Sciphone BB9B （附带的电池、后盖和耳机与i9和i68型号兼容）
- Sciphone i68
- Sciphone i68+ （具有130万像素摄像头、3.5耳机插孔和高达8GB的外部存储容量）
- Sciphone i9+
- Sciphone i9+++（具有WI-FI）
- Sciphone i999
- Sciphone i9 3GS+
- Sciphone 4G
- Sciphone KA08
- Ephone 4G
- Ephone 4GS
- J8
- AirPhone 4

#### A系列
- Sciphone A88
- Sciphone A88+
- Sciphone A380i

#### N系列
- Sciphone N19
- Sciphone N21 又叫X2（通用移动DSTL1的更名变体）
- Sciphone N12